# Aeródromo La Reforma
El Aeródromo La Reforma (OACI: SCFO), es un terminal aéreo ubicado junto a la localidad de Pelarco, Provincia de Talca, Región del Maule, Chile. Es de propiedad privada.